# Karatxai-balkar
El karatxai-balkar (къарачай-малкъар тил /qaraçay-malqar til/) és una llengua turquesa parlada per karatxais i balkars. Es divideix en dos dialectes: karatxai, que pronuncia dos fonemes com /ʧ/ i /dʒ/, i balkar, que pronuncia aquests fonemes com a /ts/ i /z/.

## Literatura
Els principals autors karatxais foren Islam Teberdiçi, A. Urtenov (1907-1955), I. Karaketov (1900-1942) i D. Baikulov. Però sobretot destacaren Khalimat Bairamukova (krc) (1917) amb Zalikhat (1963), Osman Khubiev (1918) autor d’Anf (1963), Murad (1968), Dert (1973) i Jilla (1973), així com Khasan Appaev (1904-1938), amb la novel·la Qara kyubur (Tronc negre, 1935-1936).
Els balkars tampoc tenien literatura escrita fins al segle xx. El 1912, A. Karaulov va publicar Kratkiy ocerk grammatiki i yazika balkar i Kratskiy slovar’ balkarskogo yazika. El 1920, foren ambdós pobles dotats d'un alfabet àrab lleugerament modificat, que el 1925 fou substituït per l'alfabet llatí i el 1938 pel ciríl·lic. El 1925, aparegueren les primeres obres en balkar, un recull de poesies d'Umar Aliev i una Bilim (Crestomatia) d'Askhat Bidjiev. El 1926, també aparegué el diari Karakhalk, amb una pàgina en balkar i una altra en kabardí; el 1931, es publicaria el primer diari únicament en balkar, Tawlu Djashaw, a Mikoyan Shahar (avui Klukhori, en territori karatxai).
Els principals autors balkars han estat Said Xakhmurzajev (1886-1975), autor del Diccionari Topogràfic Balkar (1929), Zurna (1957) i Nazmula (1961); Kiazm Mechiev (1859-1945) amb els poemaris Buzjigit (1910-1917), Qaisyn Kuliev (1917) autor de Saylama (Els meus veïns, 1958) i Kyok chinarla (La pedra ferida, 1964), Khabu Katsiev (1916) amb les novel·les Mukhammad (1964) i Tamata (1971); A. Budaev (1915-1942) i K. Otarov (1912).